# ديم يانكولوفسكي
ديم يانكولوفسكي (بالسويدية: Dime Jankulovski)‏ (18 يونيو 1977 بغوتنبرغ في السويد - ) هو لاعب كرة قدم سويدي في مركز حراسة المرمى. شارك مع منتخب السويد تحت 21 سنة لكرة القدم ومنتخب السويد لكرة القدم. أما مع النوادي، فقد لعب مع أيك سولنا ونادي أورغريته ونادي ستارت ونادي نوركوبنغ ونادي هكن وLundby IF ‏ وRaufoss Fotball ‏ وغايس غوتنبرغ وفاسترا فرولندا ‏ وRaufoss IL ‏.

## مسيرته الكروية
لعب ديم يانكولوفسكي خلال مسيرته الاحترافية مع 8 أندية في ثمانية عشر موسمًا ولم يسجل خلالها أي هدف ضمن 338 مباراة. ولم يفز بأي موسم بالكأس أو بالدوري.
خاض ديم يانكولوفسكي مسيرته مع Lundby IF ‏ في عامي 1996-1998 ولمدة موسمين، مشاركًا في 21 مباراة ولم يسجل أي هدف. ثم انتقل إلى فاسترا فرولندا ‏ في موسم 1998 واستمر معه طيلة ثلاثة مواسم، حيث شارك في 56 مباراة ولم يسجل أي هدف أيضًا. لينتقل بعدها إلى نادي أيك سولنا ما بين عامي 2001 و2002 لمدة موسم واحد، مشاركًا في 11 مباراة ولم يسجل أي هدف أيضًا. ثم انتقل إلى نادي ستارت ما بين عامي 2002 و2003 لمدة موسم واحد، مشاركًا في 14 مباراة ولم يسجل أي هدف أيضًا. هذا وانتقل لاحقًا إلى نادي أوسترس ما بين عامي 2003 و2004 لمدة موسم واحد، مشاركًا في 4 مباريات ولم يسجل أي هدف أيضًا. ثم انتقل بعدها إلى Raufoss Fotball ‏ ما بين عامي 2004 و2005 لمدة موسم واحد، مشاركًا في 19 مباراة ولم يسجل أي هدف أيضًا. ليعود وينتقل من جديد، لكن هذه المرة إلى نادي غايس غوتنبرغ في موسم 2005 ليلعب معه ثمانية مواسم، مشاركًا في 200 مباراة ولم يسجل أي هدف أيضًا.

## روابط خارجية
- ديم يانكولوفسكي على موقع اتحاد السويد (السويدية)
- ديم يانكولوفسكي على موقع قاعدة بيانات كرة القدم.إي يو (الإنجليزية)
- ديم يانكولوفسكي على موقع ناشيونال فوتبول تيمز (الإنجليزية)